# Carl Jensenius
Carl Jensenius (født 28. januar 1726 på Vemmetofte, død 3. november 1795) var en dansk læge.
Han var søn af hofprædikant, magister Jens Jensenius og Margrethe Pedersdatter. Hans hustru var Mette Kirstine f. Grønnegaard. En datter blev gift med Andreas Lous.
Begge forældre døde meget tidligt, og sønnen blev opdraget først på prinsesse Sophie Hedevigs og senere på dronning Sophie Magdalenes bekostning. Han gik i Københavns og Aalborgs lærde skoler og dimitterede fra sidstnævnte sted 1745. Han viste tidlig livlig og alsidig videnskabelig interesse og litterær evne, men tillige en vis ustadighed, som også lod sig mærke i hans senere liv. I de første studieår kastede han sig under Hans Grams vejledning over filologi og historie, senere navnlig over naturvidenskab og medicin. 
1749 blev han alumne på Borchs Kollegium, hvor han debuterede med at behandle den danske medicins historie i en disputation; men sit løfte om arbejdets fortsættelse holdt han ikke. Som en meget arbejdsdygtig ung mand blev han 1753 valgt til sekretær for Collegium medicum, hvis forretningsførelse tidligere havde været temmelig skødesløs. Han udførte også det nye hverv i nogen tid med energi, kastede sig samtidig over forsøg med nye kurmetoder, der dukkede frem, således elektricitetskure, til hvis udførelse han fik kongelig understøttelse, og koppeinokulation. 
1754 blev han på grund af sin botaniske kunnen udnævnt til kongelig vicebotaniker som vikar for Oeder under dennes rejse. 1755 disputerede han for den medicinske doktorgrad og påbegyndte samtidig en oversættelse af en kendt tysk populær lægebog af Weisbach, der repræsenterede den yderliggående pietistiske medicin; dette ikke særlig fortjenstfulde arbejde trak han sig dog hurtigt igen tilbage fra. Ved Frederiks Hospitals oprettelse 1757 blev han, der vistnok stod i gunst hos A. G. Moltke, dets overmedikus og gav flittige meddelelser fra hospitalet i Mercure Danois, men opgav allerede 1761 stillingen. I nogle år var han læge ved Opfostringshuset. 
I al sin ustadighed vedligeholdt han dog interessen for koppeinokulationen, var medvirkende i kommissionen til oprettelsen af den store indpodningsanstalt under Struensee og førte det medicinske lægetilsyn dermed, så længe den bestod (1770-83). 1768 blev han hofmedikus og justitsråd, 1775 fik han titel af livlæge med etatsråds rang. Ved sin død efterlod han sig en betydelig formue. Manuskriptet til et stort lægevidenskabeligt værk, en pyretologi, som han skal have arbejdet på i en årrække, og som i øvrigt sluttede sig til hans disputats til promotionen, gik tabt, da hans bolig brændte i den store ildebrand kort før hans død.